# Essingestråket

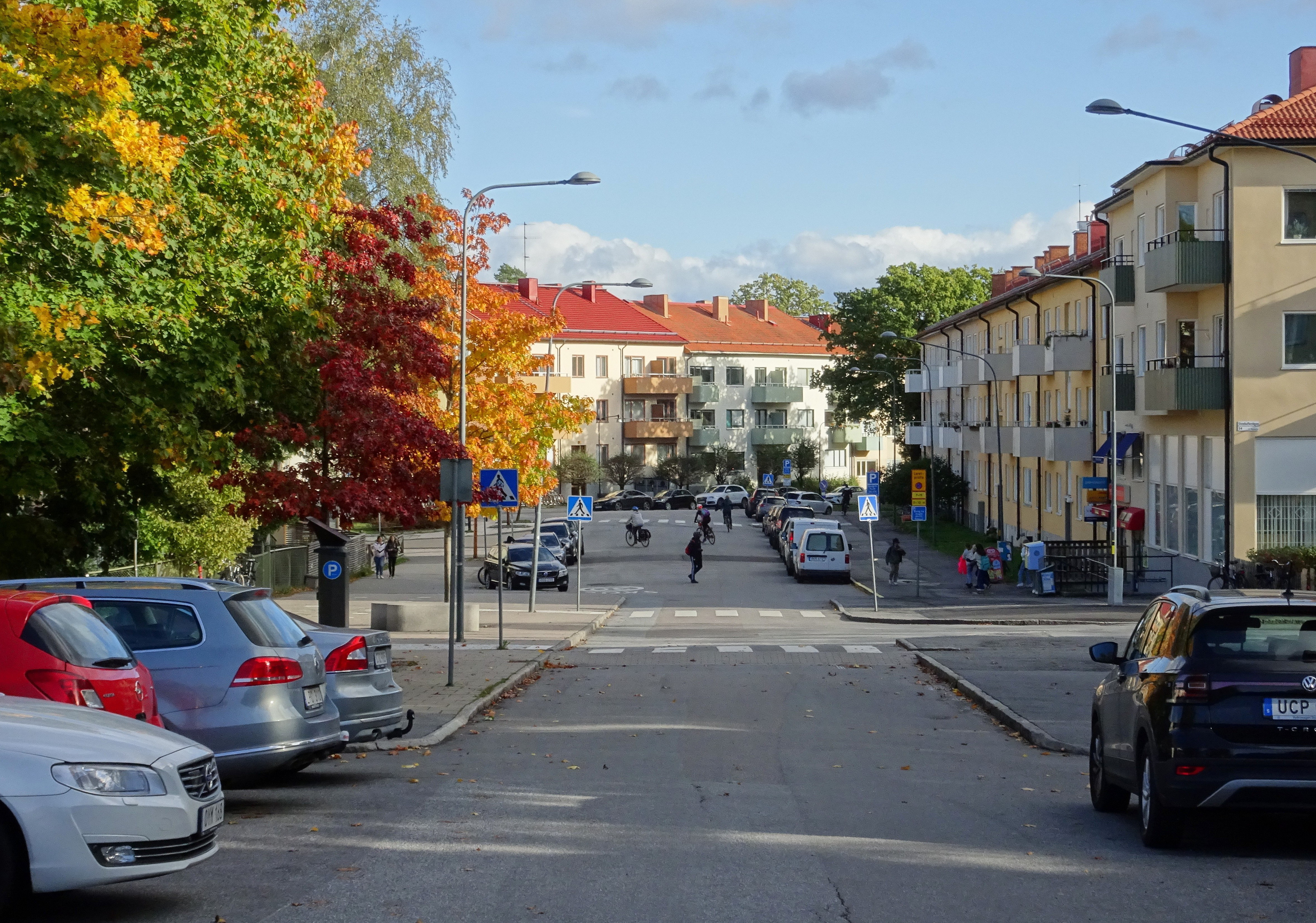
Essingestråket österut med Essingetorget i fonden, oktober 2020.

Essingestråket är en gata på Stora Essingen i Stockholm. Gatan fick sitt nuvarande namn 1924.

## Historik

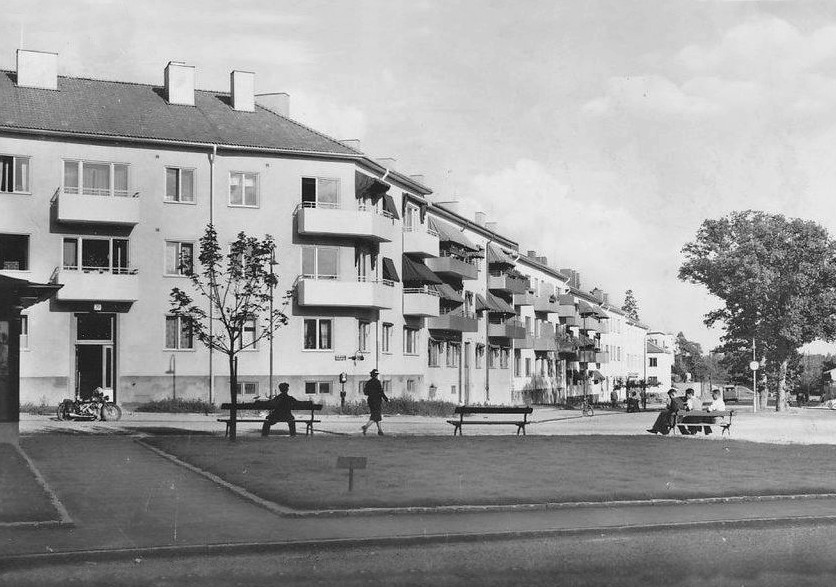
Essingestråket, 1940-tal.

Essingestråket är Stora Essingens huvudgata som sträcker sig förbi Essingetorget i ost-västlig riktning. Stråket börjar vid Essingeringen i öster och slutar i en vändplats framför Essinge äldreboende. Gatan är Stora Essingens bredaste och ett resultat av stadsdelens första stadsplan som upprättats 1923 av dåvarande stadsplanedirektören Per Olof Hallman. I hans stadsplan föreskrevs att Essingestråket skulle bli en trädplanterad 24 meter esplanad som från ett centralt torg (Essingetorget) skulle fortsätta åt öster och väster och sedan i broar till Gröndal respektive Smedslätten. Ingen av dessa broar blev byggda men namnberedningen hade gett dem redan sina namn: Atlandsbron (mot Bromma) respektive S:t Örjansbron (mot Gröndal). Den första fasta broförbindelsen skapades längre norrut men då till Lilla Essingen när Essingebron (lokalbron) invigdes i december 1928.

## Bebyggelse
Väster om Essingetorget på kvarteret Essingeslätten vid Essingestråket 26–28 avsattes i stadsplanen ett större område för ”allmänt ändamål”. Här uppfördes 1932 Stora Essingens folkskola efter ritningar av arkitekt Ture Ryberg. Förutom den kommunala grundskolan Essingeskolan finns här sedan 1975 även den privata gymnasieskolan Lycée Français Saint Louis de Stockholm.
Övrig bebyggelse längs med Essingestråket präglas av flerbostadshus i tre våningar uppförda under 1930-talet. Vid gatans sydöstra avsnitt överväger villabebyggelse. På hörntomten Essingeringen 1 / Essingestråket 2 märks en byggnadshistorisk intressant tegelvilla uppförd 1946 efter ritningar av arkitekt Bertil Ringqvist. Fastigheten är grönmärkt av Stadsmuseet i Stockholm vilket innebär ”att bebyggelsen har ett högt kulturhistoriskt värde och är särskilt värdefull från historisk, kulturhistorisk, miljömässig eller konstnärlig synpunkt”.
Längst i väster, där bron mot Smedslätten planerades en gång i tiden, slutar Essingestråket tvärt. Här uppfördes 1961 Essinge äldreboende efter ritningar av arkitekt Olof Ellner.

## Bilder

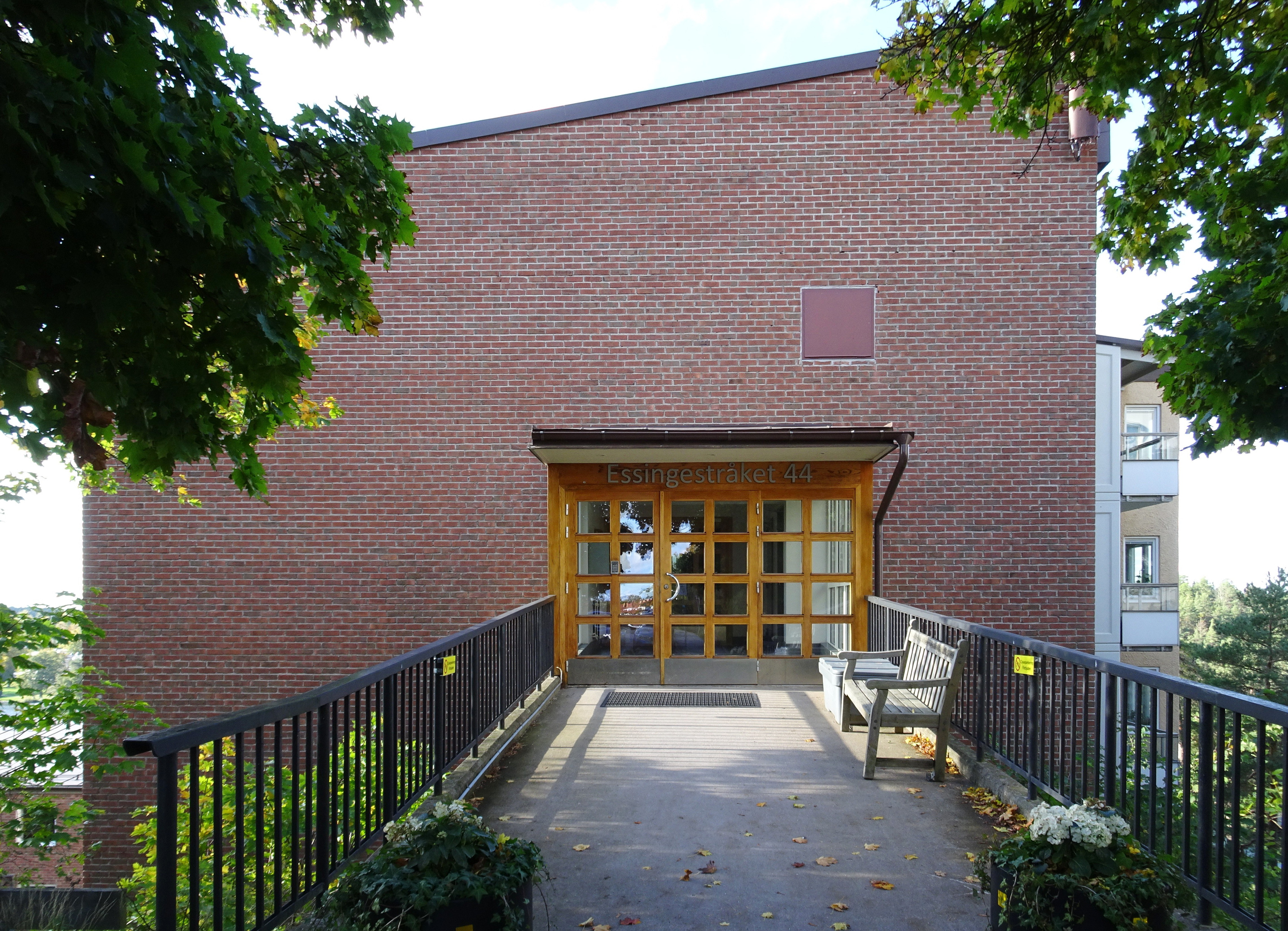
Essinge Äldreboende, Essingestråket 44.
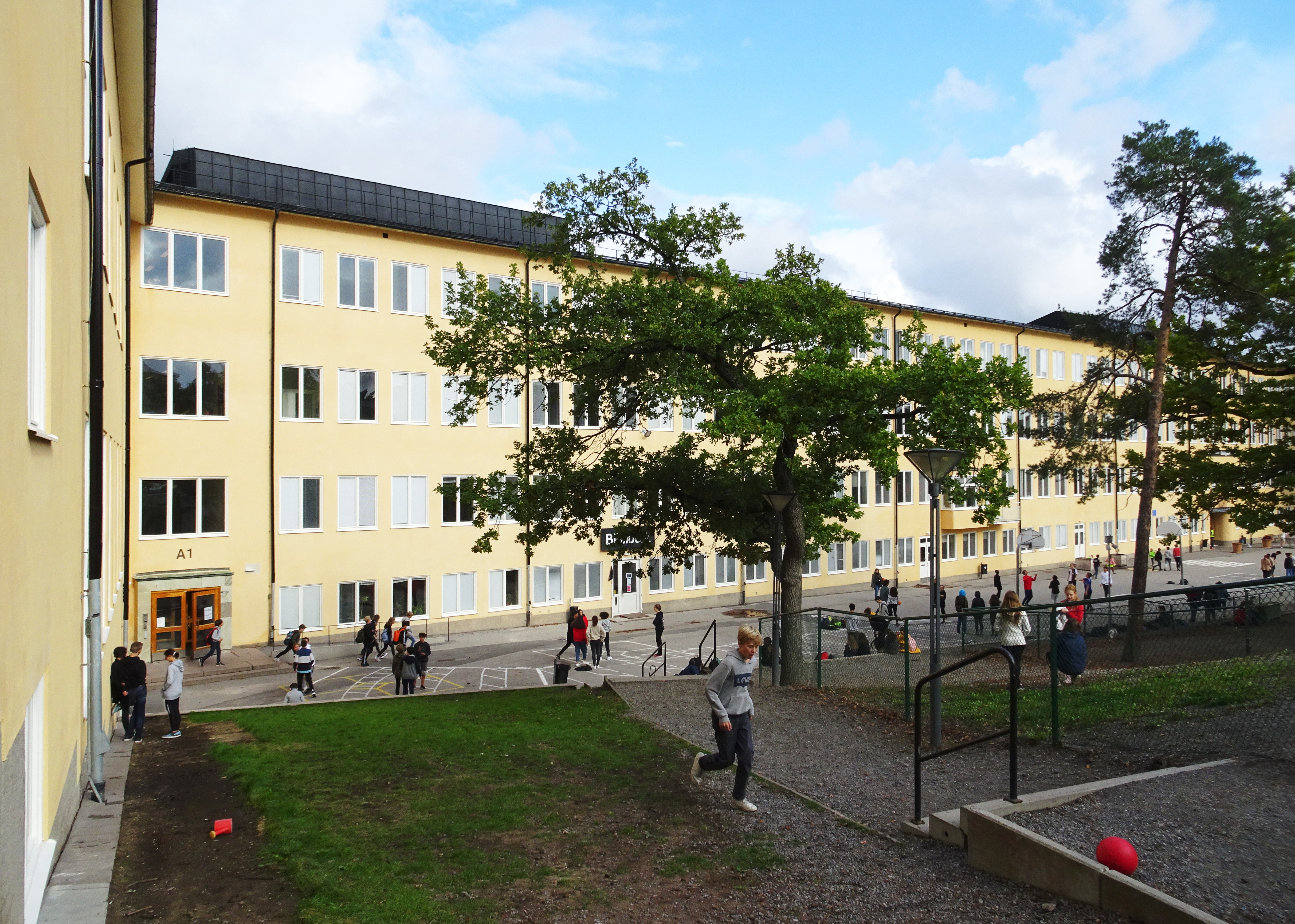
Essingeskolan, Essingestråket 24–30.
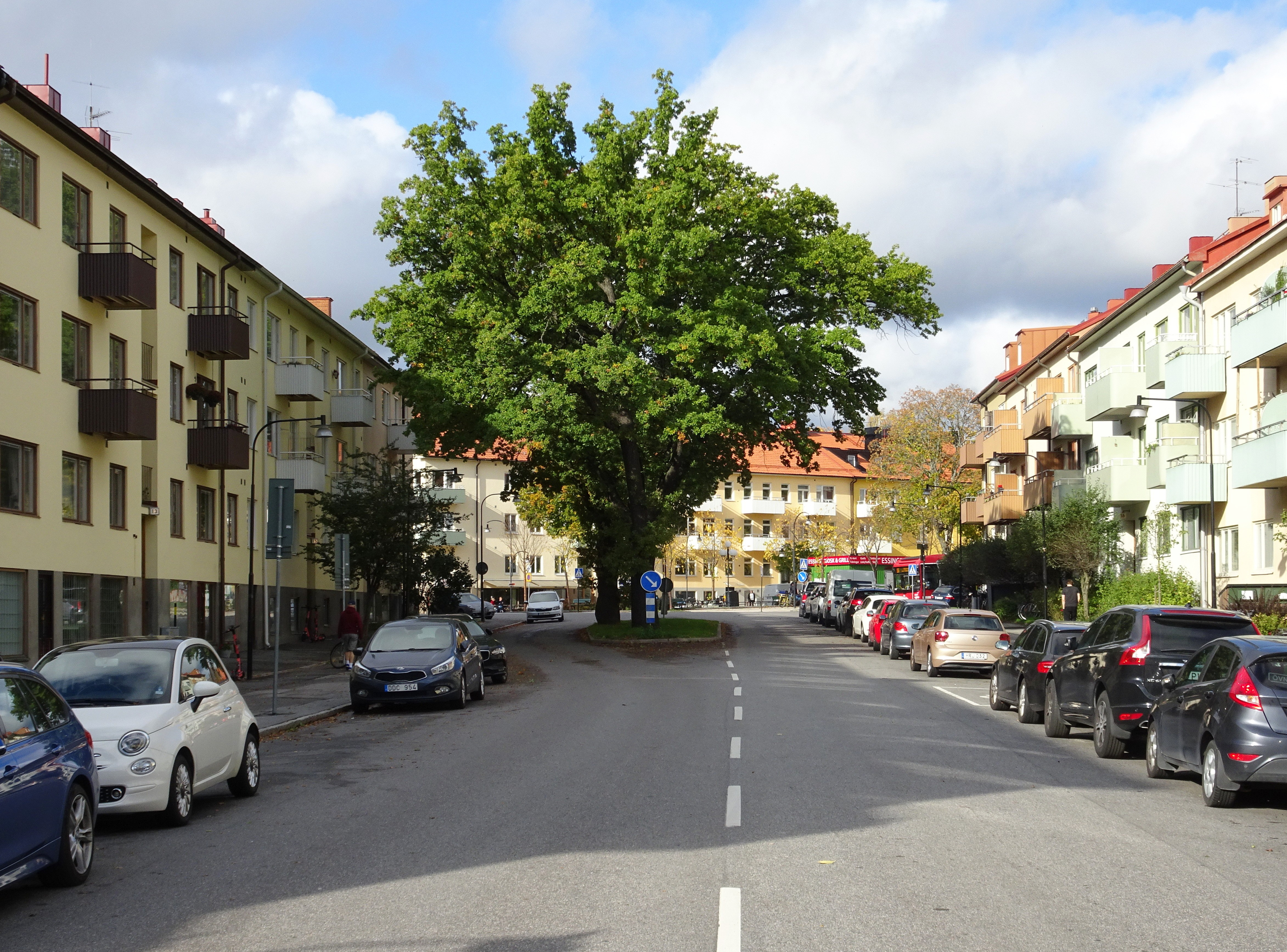
Essingestråket mot nordväst med Essingetorget i fonden.
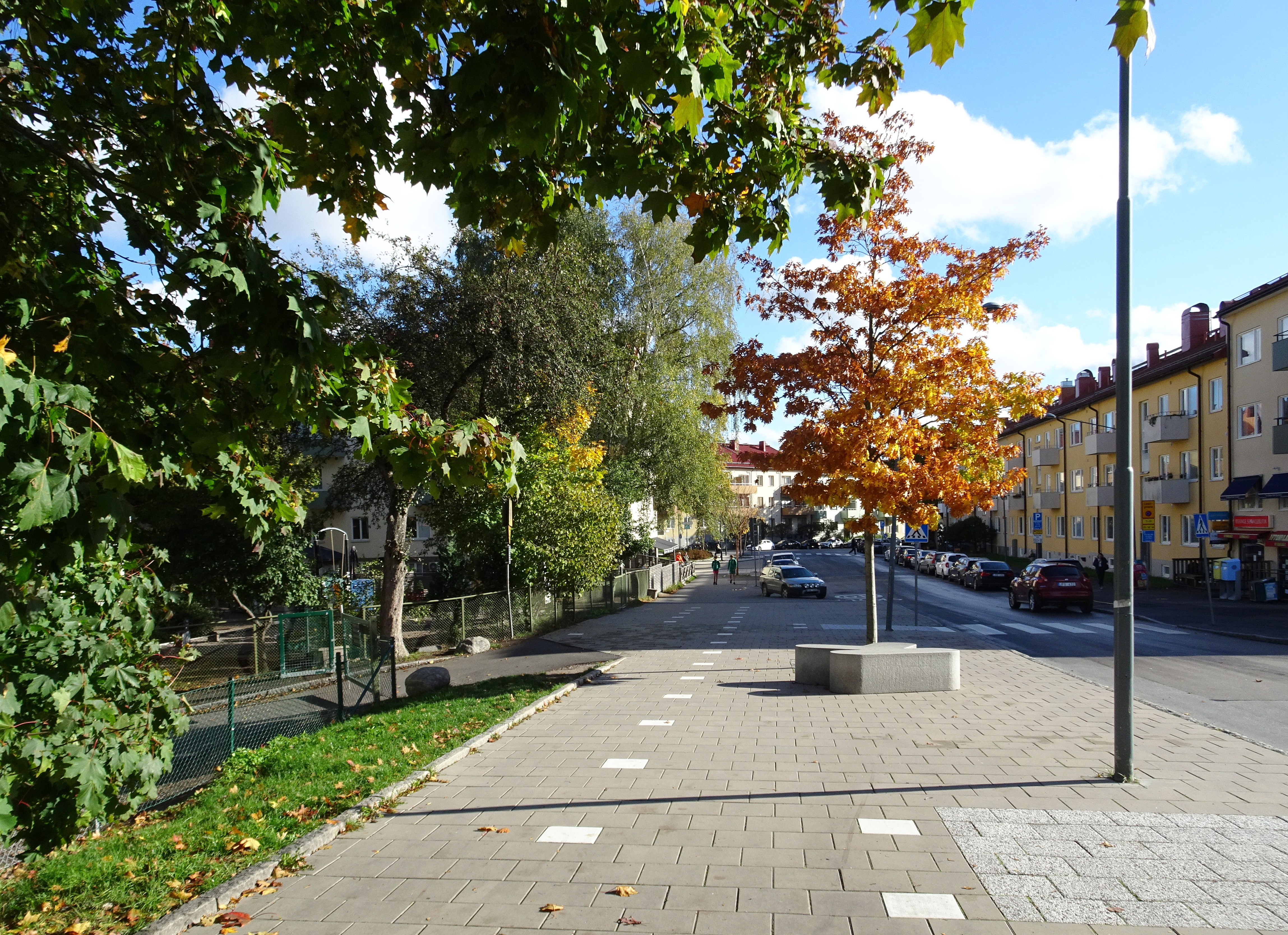
Essingestråket österut i höjd med Essingeskolan.
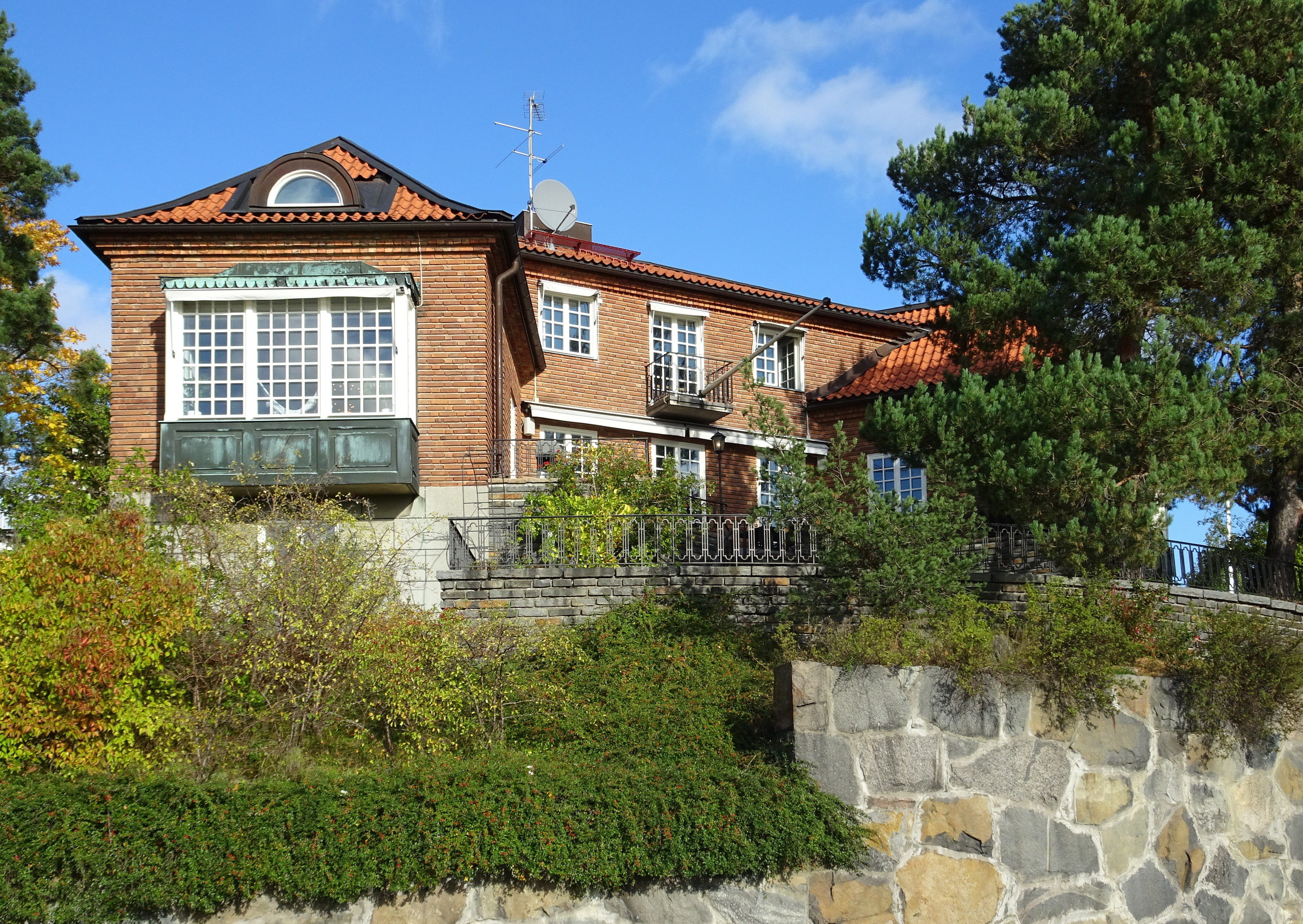
Villa Essingestråket 2, arkitekt Bertil Ringqvist (byggår 1946).